# Невер (округ)
Неве́р (фр. Nevers) — округ (фр. Arrondissement) во Франции, один из округов в регионе Бургундия. Департамент округа — Ньевр. Супрефектура — Невер.
Население округа на 2006 год составляло 122 708 человек. Плотность населения составляет 61 чел./км². Площадь округа составляет всего 2020 км².